# Médaille Arthur Louis Day
La Médaille Arthur Louis Day est un prix créé par Arthur Louis Day en 1948, et décerné par la Société américaine de géologie, pour une distinction remarquable en contribuant à la connaissance géologique à travers l'application de la physique et de la chimie à la solution de problèmes géologiques

## Lauréats
- 1948 : George W. Morey
- 1949 : William Maurice Ewing
- 1950 : Francis Birch
- 1951 : Martin J. Buerger
- 1952 : Sterling Hendricks
- 1953 : John Frank Schairer
- 1954 : Marion King Hubbert
- 1955 : Earl Ingerson
- 1956 : Alfred O.C. Nier
- 1957 : Hugo Benioff
- 1958 : John Verhoogen
- 1959 : Edward Bullard
- 1960 : Konrad B. Krauskopf
- 1961 : Willard F. Libby
- 1962 : Hatten Schuyler Yoder
- 1963 : Keith Edward Bullen
- 1964 : James Burleigh Thompson, Jr.
- 1965 : Walter H. Munk
- 1966 : Robert M. Garrels
- 1967 : O. Frank Tuttle
- 1968 : Frederick Vine
- 1969 : Harold C. Urey
- 1970 : Gerald Joseph Wasserburg
- 1971 : Hans P. Eugster
- 1972 : Frank Press
- 1973 : David T. Griggs
- 1974 : Ted Ringwood
- 1975 : Allan V. Cox
- 1976 : Hans Ramberg
- 1977 : Akiho Miyashiro
- 1978 : Samuel Epstein
- 1979 : Walter M. Elsasser
- 1980 : Harry Thode
- 1981 : Donald L. Turcotte
- 1982 : Eugene M. Shoemaker
- 1983 : Harmon Craig
- 1984 : Wallace S. Broecker
- 1985 : James Freeman Gilbert
- 1986 : E-An Zen
- 1987 : Don L. Anderson
- 1988 : Claude Allègre
- 1989 : Dan Peter McKenzie
- 1990 : William S. Fyfe
- 1991 : Ian Stuart Edward Carmichael
- 1992 : Susan Werner Kieffer
- 1993 : Hugh P. Taylor, Jr.
- 1994 : David Walker
- 1995 : Thomas J. Ahrens
- 1996 :  Robert A. Berner
- 1997 : Edward A. Irving
- 1998 : E. Bruce Watson
- 1999 : Donald J. DePaolo
- 2000 : Robert Stephen John Sparks
- 2001 : Richard J. O'Connell
- 2002 : Richard G. Gordon
- 2003 : Dennis V. Kent
- 2004 : Edward M. Stolper
- 2005 : Donald W. Forsyth
- 2006 : Frank M. Richter
- 2007 : Mary Lou Zoback
- 2008 : Kenneth A. Farley
- 2009 : T. Mark Harrison
- 2010 : George E. Gehrels
- 2011 : Susan Brantley
- 2012 : John M. Eiler
- 2013 : Richard W. Carlson
- 2014 : Lisa Tauxe
- 2015 : Jerry X. Mitrovica
- 2016 : Donald Dingwell
- 2017 : Neal R. Iverson
- 2018 : Jay Quade
- 2019 : John W. Valley
- 2020 : Ariel D. Anbar
- 2021 : Katherine Freeman
- 2022 : Timothy W. Lyons
- 2023 : Isabel P. Montañez (en)